# フィーリング・フリー
フィーリング・フリーは日本のコーラス・グループである。
元宝塚歌劇団の中谷佐知子（根本佐知子）によって結成される。
テレビ番組やCM、ステージなど様々な分野に出演する。

## メンバー
- 川島和子
- 中谷佐知子
- 伊藤友美

## 代表曲（あるいはコーラスとして参加した楽曲）

### アニメソング
- グランプリの鷹（『アローエンブレム グランプリの鷹』OP）
- やるぞわれらのゼニゼニチーム（『とびだせ!マシーン飛竜』ED）
- メイ フラワー（『若草のシャルロット』ED）
- 少女の夢（『ペリーヌ物語』挿入歌）
- ボンジュール!（『ペリーヌ物語』挿入歌）
- テレサよ永遠に（『宇宙戦艦ヤマト2』ED）
- さよならサンティー（『くじらのホセフィーナ』ED）
- 翔べ! ガンダム（『機動戦士ガンダム』OP）
- 永遠にアムロ（『機動戦士ガンダム』ED）
- ヤマト!!新たなる旅立ち（『宇宙戦艦ヤマト 新たなる旅立ち』主題歌）
- サーシャわが愛（『宇宙戦艦ヤマト 新たなる旅立ち』挿入歌）
- さよなら、ありがとう（『メーテルリンクの青い鳥 チルチルミチルの冒険旅行』挿入歌）
- 君はまぶしさ（『がんばれ元気』挿入歌）
- もんしろちょう（『がんばれ元気』挿入歌）
- ローラーヒーロー・ムテキング（『とんでも戦士ムテキング』OP）
- 戦士ムテキング（『とんでも戦士ムテキング』挿入歌）
- 五人でひとつ（『百獣王ゴライオン』ED）

### イメージソング
- グワシ!!まことちゃん（週刊少年サンデー連載『まことちゃん』より 歌:KAZZ）

### 特撮ソング
- バトルフィーバーJ（『バトルフィーバーJ』OP）

### テレビドラマ
- Gメン'75のテーマ（『Gメン'75』OP）
- ジェミーの愛（『地上最強の美女バイオニック・ジェミー』イメージソング）
- やさしさのとき（『地上最強の美女バイオニック・ジェミー』イメージソング）
- 悪たれ団へ（『生徒諸君!』ED）

### 映画
- DISCO 翔んでる寅さん（『男はつらいよ』イメージソング）

### CM
- オーマイスパゲティ（日清製粉）
- オーマイからあげ粉（日清製粉）
- エッソオイル、企業編、名古屋編（エッソスタンダード石油）
- ニュースバルレックス（富士重工業「スバル・レックス」）
- 花王、ハミング（花王）
- 森永、ミルクココア（森永製菓）

| スタブアイコン | サブスタブ | この項目は、まだ閲覧者の調べものの参照としては役立たない、歌手に関連した書きかけの項目です。この項目を加筆・訂正などしてくださる協力者を求めています（P:音楽/PJ:芸能人）。 |